# Danger, Go Slow
Danger, Go Slow é um filme mudo norte-americano de 1918, do gênero comédia, dirigido por Robert Z. Leonard e estrelado por Lon Chaney. O estado de conservação do filme é atualmente desconhecido.

## Elenco
- Mae Murray - Mugsy Mulane
- Jack Mulhall - Jimmy
- Lon Chaney - Bud
- Lydia Knott - Aunt Sarah
- Joseph W. Girard - Judge Cotton
- Alfred Allen - Jake em silêncio